# Каналізація Львова

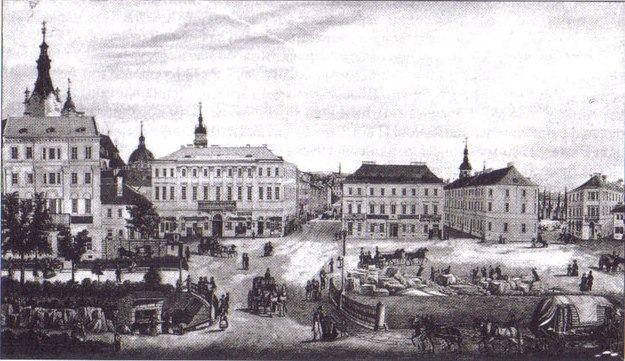
Завершення тунелювання пл. Фердинанда і канал ріки Полтви. Худ. Т. Чишковський. 1840

Каналізація Львова була одним з важливим об'єктів міської інфраструктури, яким займались спеціально утримувані магістратом службовці.

## Історія
Попри поширені історії про виливання в середньовічних містах нечистот з нічних горщиків зранку на вулицю тоді існували системи каналізацій. Не був винятком Львів, де каналізації мали, крім міста, переважна більшість монастирів.

### Середньовіччя

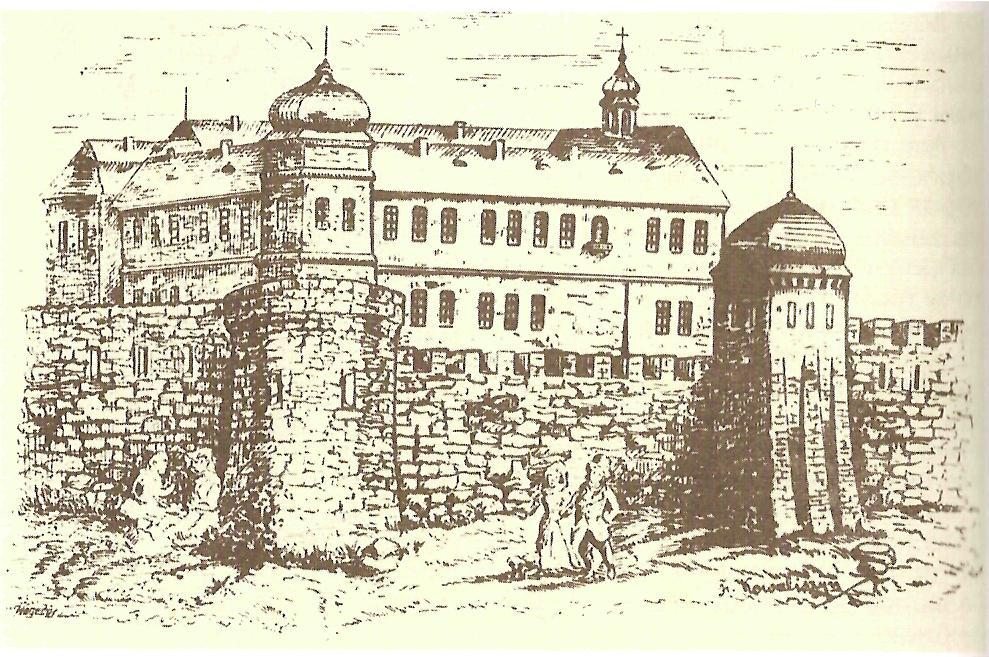
Права вежа Данскер Низького замку використовувалась як виходок гарнізону. Посеред муру Великих покоїв знаходився виходок вельможних осіб. реконструкція Ф. Ковалишина.

На початку XV ст. разом із спорудженням системи міських водогонів розпочалося спорудження міської каналізації (лат. labor canallium, aedeficato canali). У 1405 році при магістраті появилася посада міського урядника — рурмістра (лат. Rohermeister, Magister canalium), який, крім водогону, займався міською каналізацією, що складалася з двох підземних каналів, які проходили під Середмістям (1452). Ці засклеплені тунелі в людський зріст призначалися для відведення стічних вод і нечистот. Роботи над ними тривали ще в 1479 р. Менші труби для відведення ґрунтових, стічних вод були прокладені з усіх сторін під міськими фортифікаціями до міського рову, причому по них заборонялося виводити каналізаційні стоки. З 1450 року походить перша згадка про внутрішньобудинкову каналізацію, що мала вигляд замурованого каналу чи вертикальної дерев'яної труби з накривкою. У дворах позаду кам'яниць зазвичай розміщувались виходки На 1495 каналізацію, можливо, отримала міська конюшня. На 1525 серед міських слуг згадуються «пурганти» (лат. Purganti), яким належало чистити міські ринштоки і канали. Крім того нечистоти з вулиць міста прибирав ще один міський службовець — асенізатор (1548), на утримання якого збирали податок з кожного воза, що приїздив до міста (1525)

### ВікПросвітництва
З переходом Львова 1772 під владу австрійських Габсбургів задля «покращення міста» згідно декретів імператора про покращення санітарного стану міста, при переплануванні теренів із знесенням фортифікацій модернізували систему водовідведення (1783/84) — перед засипанням міського рову на його дні збудували каналізаційні колектори, що відводили стоки до Полтви (до 1811). Одночасно впорядкували русло Полтви, над яким розпланували прогулянковий бульвар. Каналізаційні колектори проклали під час благоустрою Середмістя під старими вулицями в ході санації міста (1772—1826). Наступним етапом став розвиток теренів, прилеглих до середмістя (1826—1848).

### Новітні часи
Станом на 1870 рік у Львові каналізаційна мережа мала сумарну протяжність біля 15 600 метрів погонних (включаючи кам'яну, дерев'яну та цегляну каналізації). У 1881 році магістрат Львова запросив в Львівської політехніки скласти План заходів для покращення регуляції потоку Полтви та каналізування міста.

Фігура Матері Божої на криниці (праворуч). Площа Марійська. Кін. ХІХ ст.

Під час будівництва театру Скарбека під керівництвом Флоріана Ундерка річище Полтви спрямували до підземного колектора, утворивши площу перед театром (1839—1843). Схожим чином перекрили річку на місці сучасної площі Міцкевича. З ростом міста Полтва поступово перетворювалася на стічну канаву і впродовж 1883—1910 років провели роботи з регуляції та каналізації річки та її притоків. Збудовано підземні колектори на сучасних проспектах Шевченка (1886), Свободи (1896). Створено «Львівводоканал», що зокрема займається міськими колекторами систем водовідведення (1901). Це сприяло появі престижної 5-6 поверхової забудови вздовж (1909). Довжина міської каналізації становила 15 км (1870), 54 км (1903), 82 км (1910), понад 150 км (1939), 605 км і 15 каналізаційних помпових станцій (2014) До 1980-х років було споруджено бетонний колектор вздовж Полтви на теренах міста. Споруджено очисні споруди.